# Піски (Баштанський район)
Піски́ — село в Україні, у Баштанській міській громаді Баштанського району Миколаївської області. Населення становить 960 осіб.

## Історія
Станом на 1886 рік у селі Балацківської волості мешкало 816 осіб, налічувалось 153 двори, церква православна, лавка.
Під час геноциду українців 1932—1933рр., проведено урядом СССР, село занесене на «чорну дошку».

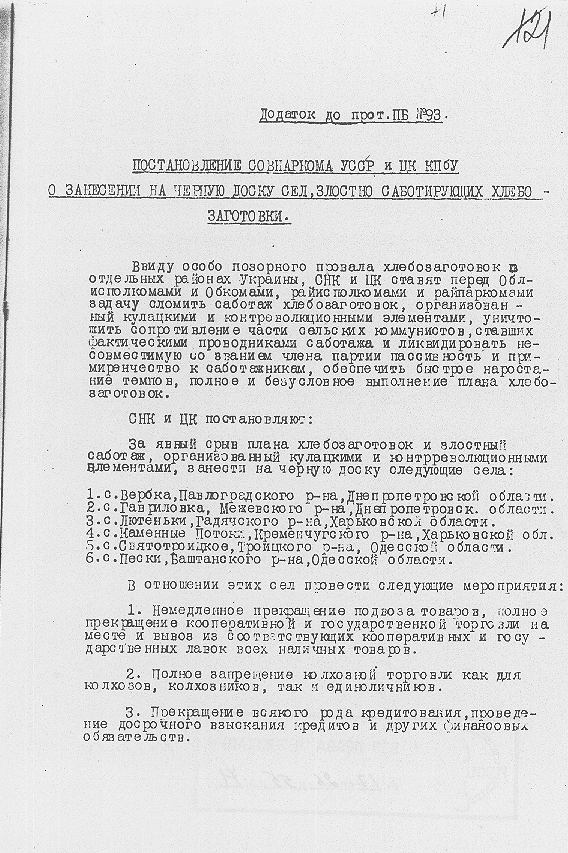
Оригінал постанови

(рос.)
У селі тоді було 3 колгоспи — «Модельний цех», «імені 14-річчя Жовтня», «Червона Україна». Злочинний акт окупаційної комуністичної влади призвів до масової смерті селян, насамперед неповнолітніх та старих людей. Убито голодом цілі роди. Загалом під час організованого радянською владою Голодомору 1932—1933 років померло щонайменше 220 жителів села.

## Населення
Згідно з переписом УРСР 1989 року чисельність наявного населення села становила 1053 особи, з яких 502 чоловіки та 551 жінка.
За переписом населення України 2001 року в селі мешкало 958 осіб.

### Мова
Розподіл населення за рідною мовою за даними перепису 2001 року:
| Мова       | Відсоток |
| ---------- | -------- |
| українська | 97,50 %  |
| російська  | 2,19 %   |
| молдовська | 0,21 %   |
| болгарська | 0,10 %   |

## Відомі люди
- Богдан Бандера — член ОУН, рідний брат Степана Бандери.